# あおぎんカードサービス
あおぎんカードサービス株式会社(英:Aogin Card Service Co., ltd.)は、青森県青森市に本社を置く、青森みちのく銀行の系列会社であり、ディーシーカード及びVISAカードのフランチャイジーである。青森みちのく銀行の顧客基盤をもとに主に青森県内でクレジットカードの発行、加盟店業務を行っている。
2013年7月1日に、あおぎんディーシーカード株式会社があおぎんクレジットカード株式会社を吸収合併し、商号変更した。

## 関連会社
- 青森みちのく銀行
- 三菱UFJニコス